# گورنگا ترشنگویتسا
گورنگا ترشنگویتسا (به صربی: Gornja Trešnjevica) یک منطقهٔ مسکونی در صربستان است که در آرانجلوواس واقع شده‌است. گورنگا ترشنگویتسا ۵۸۳ نفر جمعیت دارد.